# 菲利普·諾斯
菲利普·諾斯（英語：Phillip Noyce，1950年4月29日—），澳大利亞男導演、監製和編劇。較知名的作品如《愛國者遊戲》（1992年）、《迫切的危機》（1994年）、《人骨拼圖》（1999年）、《末路小狂花》（2002年）、《揭竿而起》（2006年）和《特務間諜》（2010年）。

## 電影作品
- 1976：《Let the Balloon Go（英语：Let the Balloon Go）》-第二副導演
- 1977：《天涯路（英语：Backroads (film)）》-導演，監製，編劇
- 1978：《新聞線上（英语：Newsfront）》-導演，編劇
- 1982：《熱浪（英语：Heatwave (film)）》-導演
- 1989：《航越地平線（英语：Dead Calm (film)）》-導演
- 1989：《龍在天涯（英语：Echoes of Paradise）》-導演
- 1989：《鐵鷹戰士》-導演
- 1992：《愛國者遊戲》-導演
- 1993：《銀色獵物（英语：Sliver (film)）》-導演[2]
- 1994：《迫切的危機》-導演
- 1997：《神鬼至尊》-導演
- 1999：《人骨拼圖》-導演
- 2002：《末路小狂花》-導演，監製
- 2002：《沉靜的美國人》-導演
- 2006：《揭竿而起》-導演
- 2010：《特務間諜》-導演
- 2013：《讓愛延續（英语：Mary and Martha (film)）》-導演（電視電影）
- 2014：《記憶傳承人：極樂謊言》-導演
- 2019：《危險線人（英语：Above Suspicion (2019 film)）》-導演
- 2023：《快枪查理（英语：Fast Charlie）》-導演

## 外部連結
- 菲利普·諾斯在互联网电影资料库（IMDb）上的資料（英文）